# Lake Cowichan

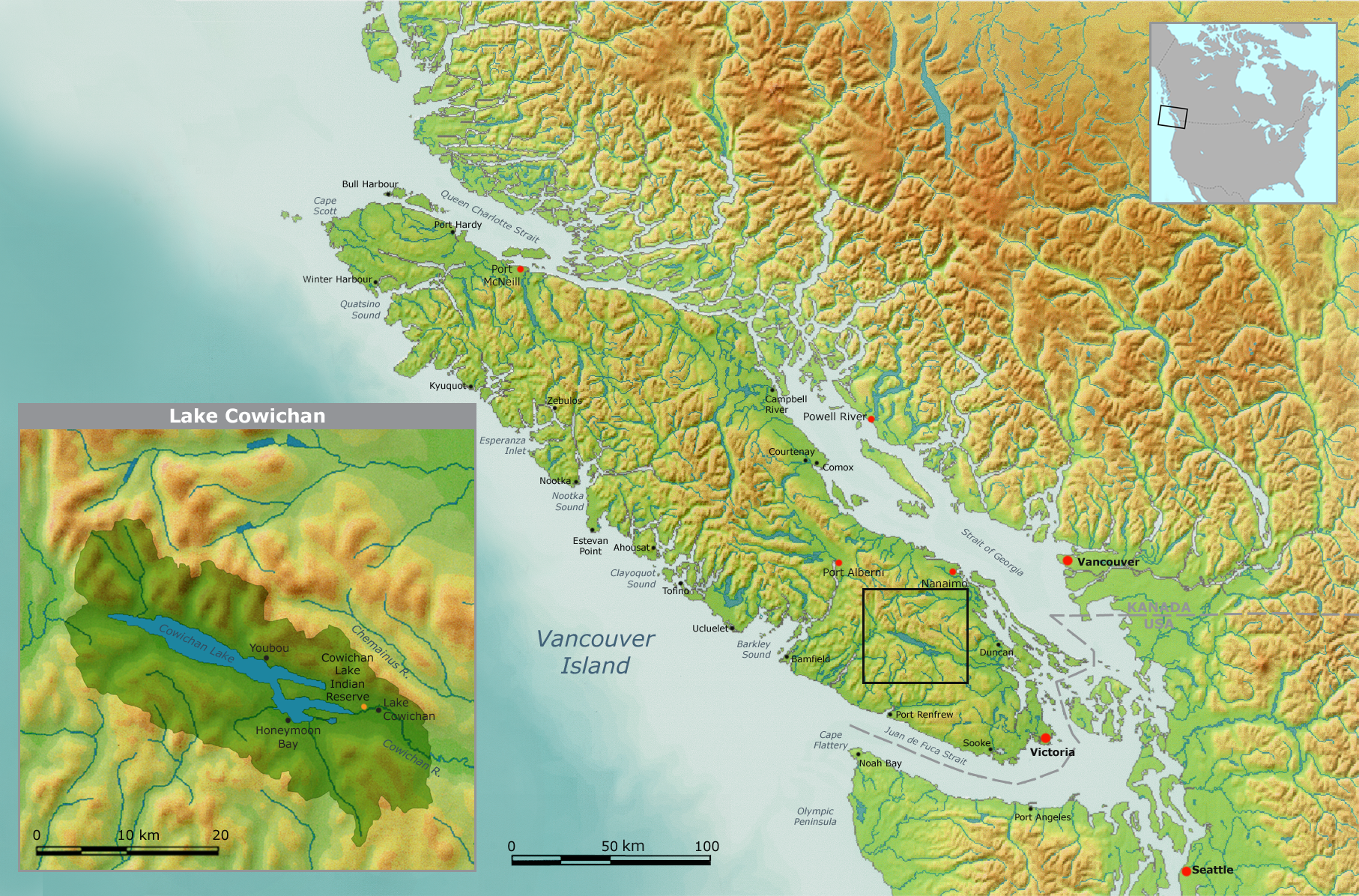
Traditionelles Territorium der Lake Cowichan und ihr heutiges Reservat

Die Lake Cowichan oder Lake Cowichan First Nation ist das kleinste Volk der Hul'qumi'num-Gruppe auf Vancouver Island. Sie sind sehr eng mit den Cowichan verbunden und leben am Cowichan Lake. Cowichan stammt vom Hul'qumi'num-Wort Khowutzun und bedeutet warmes Land oder von der Sonne erwärmtes Land, denn es gibt kaum Eis auf dem See und Fluss. 
Die Lake Cowichan First Nation gehört zu den sechs Stämmen der Hul'qumi'num-Gruppe, zu denen noch die Halalt, Chemainus, Cowichan, Penelakut und Lyackson zählen. Die Lake Cowichan stellen dabei lediglich 15 Mitglieder der Gruppe, die insgesamt 7.000 Indianer repräsentiert. Die Hul’qumi’num Nation beanspruchen ein Gebiet von 334.000 ha zwischen dem Nanaimo River, dem Goldstream, Douglas Island und Tuck Lake.

## Geschichte
Archäologische Untersuchungen haben an der Nordostseite des Lake Cowichan ein Dorf zutage gefördert, das im heutigen Reservat lag.
Die kleine Gruppe wurde offenbar durch Krankheiten und Konflikte mit benachbarten Stämmen bereits im 19. Jahrhundert stark dezimiert. 1887 berichtete Ashdown Green, dass vor allem Kriege mit den Cowichan und den Ditidaht zu hohen Verlusten geführt hatten. Zudem, so berichtete 1860 ein Samuel Harris, der auf der Suche nach Rohstoffen das Gebiet bereiste, starben die Indianer an den Pocken.
1863 wurde den „Cowichan Lake Indians“ ein Reservat von 800 Acre (324 ha) zugesprochen, ein Gebiet, in dem sich noch heute das Reservat befindet. Ein weiteres Reservat von 129,5 ha am Westufer des Cowichan Lake erschien noch 1873 in einem Regierungsbericht, dazu kam ein drittes von 70,8 ha Größe, das ihnen der Indian Commissioner Peter O’Reilly 1887 zugestanden hatte. Doch die beiden Reservate wurden nie bestätigt. Aus dem 800-Acre-Reservat kauften 1885 zwei Siedler, ein Captain McCallum und ein Charles Morrow 160 Acre, ohne Rücksicht auf die dort lebenden Familien, die schlicht als „Sam's und Charley's“ bezeichnet wurden. Morrow gab an, dass Captain McCallum ihn hatte überreden wollen, die Indianer am Cowichan Lake einfach zu töten, um das Problem zu lösen. Obwohl sich die Regierung bemühte, das Land wieder zurückzuholen, wurde es an einen Mr. Green verkauft. Der einigte sich mit der Regierung darauf, das Kronland – zumindest 107,5 Acre – zurückzugeben, eine Parzelle von 2 Acre abzuholzen, um ein Haus für „Indian Charley“ zu bauen, dazu 25 Dollar an den Indian Commissioner als Kompensation zu zahlen. Doch das Haus wurde nicht im vereinbarten Zeitraum fertig. Bis heute sind die 107,5 Acre das Lake Cowichan Indian Reserve am Nordufer des Sees.

## Aktuelle Situation
Die nur noch 15 Lake Cowichan leben heute in drei Häusern.

## Reservate
Das 18,3 ha große Reservat ist das Lake Cowichan Indian Reserve.